# 熊本バス城南営業所

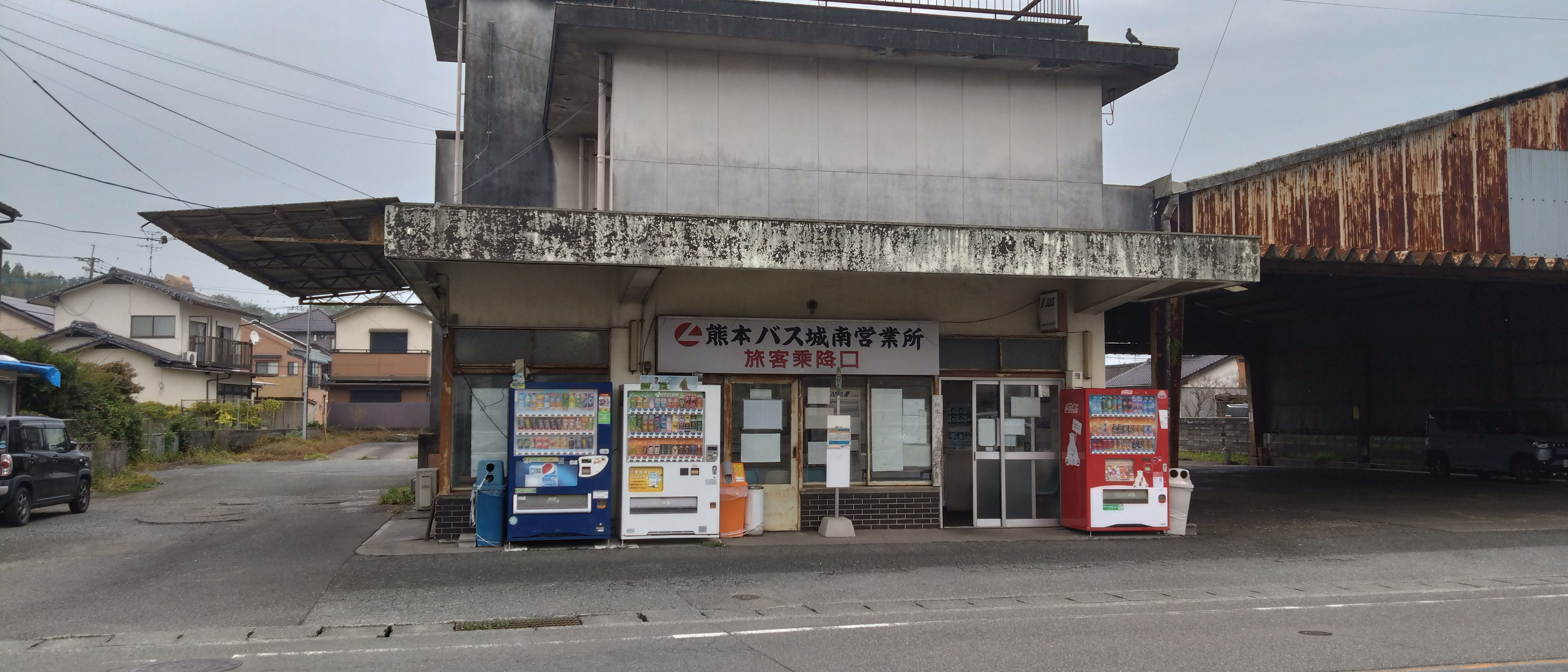
熊本バス城南出張所（バスターミナル）

熊本バス城南出張所（くまもとバスじょうなんしゅっちょうじょ）は、熊本バスのバス出張所の一つ。熊本バス公式サイトでは「城南営業所」と表記されている。

## 概要
昭和40年代迄は（熊延バス）『隈庄（くまのしょう）営業所』だった。2010年4月に拠点再編にて熊本中央営業所傘下の城南出張所となる。定期券等を購入出来る窓口も併設。桜町バスターミナルから当所を介して宇土駅・松橋駅・志導寺および豊野町方面に行けるが便数が少なく、日祝日に関しては志導寺行きの2便のみとなる。なお、一部車両については運用上の都合でイオンモール熊本（中の瀬車庫） - 城南出張所間の車両送り（回送）をする。
- 所在地：熊本県熊本市南区城南町隈庄503番地
- 最寄り（併設）バス停：城南（主な行き先表記は「城南」など）
  - 熊本市デマンド型乗り合いタクシー「みどり号」（赤見・高地区方面）停留所併設[5]

## 担当路線

### 運行路線
- 2024年（令和6年）10月改正、路線名・系統・運行ルートも2024年10月現在のものを表記。
- 熊本桜町バスターミナルは以下「桜町BT」と省略。
- ここでは城南出張所担当路線のみを記載とする。

| 路線名                 | 系統 | 運行区間 | 備考 |
| ---------------------- | ---- | --- | ---- |
| 城南線                 | M6-1 | 桜町BT - 新市街 - 南熊本 - 田迎 - 中の瀬車庫 - イオンモール熊本 - 杉上今 - 城南まちづくりセンター入口 - 城南                                                                                    |      |
| 城南線 （木原系統）    | M6-2 | 桜町BT - 新市街 - 南熊本 - 田迎 - 中の瀬車庫 - イオンモール熊本 - 杉上今 - 城南まちづくりセンター入口 - 城南 - 城南団地 - 木原不動前 - 平原 - 県立こころの医療センター前 - 宇土駅（宇土駅東口） |      |
| 城南線 （松橋系統）    | M6-3 | 桜町BT - 新市街 - 南熊本 - 田迎 - 中の瀬車庫 - イオンモール熊本 - 杉上今 - 城南まちづくりセンター入口 - 城南 - 東阿高 - 曲野 - 松橋駅                                                           |      |
| 城南線 （鰐瀬系統）    | M6-4 | 桜町BT - 新市街 - 南熊本 - 田迎 - 中の瀬車庫 - イオンモール熊本 - 杉上今 - 城南まちづくりセンター入口 - 城南 - 鰐瀬 - 志導寺                                                                    |      |
| 城南線 （鰐瀬系統）    | M6-5 | 桜町BT - 新市街 - 南熊本 - 田迎 - 中の瀬車庫 - イオンモール熊本 - 杉上今 - 城南まちづくりセンター入口 - 城南 - 鰐瀬 - 志導寺 - 下安見                                                           |      |
| 城南線 （鰐瀬系統）    | M6-6 | 桜町BT - 新市街 - 南熊本 - 田迎 - 中の瀬車庫 - イオンモール熊本 - 杉上今 - 城南まちづくりセンター入口 - 城南 - 鰐瀬 - 志導寺 - 下安見 - 山崎 - 豊野支所前 - 上郷 - 段鶴                         |      |
| 市施策線（南区役所線） | -    | ＜富合小学校スクール線＞ 城南 → 城南団地 → 東木原 → 平原 → 南区役所前（富合小学校最寄り停留所） → 南区役所（構内）                                                                              |      |
| 健軍線 （城南系統）    | K2-3 | 桜町BT - 通町筋 - 水前寺公園前 - 県庁前 - 神水町 - 健軍電停前 - 東区役所 - 秋津レークタウン - 嘉島町役場前 - イオンモール熊本 - 杉上今 - 城南まちづくりセンター入口 - 城南                      |      |
| 画図線 （城南系統）    | K1-3 | 桜町BT - 通町筋 - 水前寺公園前 - 県庁前 - 神水町 - 湖東一丁目 - 画図橋 - 中の瀬・東 - イオンモール熊本 - 杉上今 - 城南まちづくりセンター入口 - 城南                                             |      |

### 廃止路線
- 路線名・系統・運行ルートは廃止時点を表記

南7 浜線バイパス線
交通センター - 本荘町 - 南熊本（浜線バイパス）- 八王寺 - 出仲間（浜線バイパス） - 鯰 - 杉上今 - 城南町役場前 - 城南営業所 - 東木原 - 宇土駅
南11 田迎木原線（城南便）
- 2009年10月1日から2010年3月31日まで、試行運行便

交通センター - 本荘町 - 江原中学・琴平神社前 - 平成町 - 流通団地 - 済生会病院（構内） - 西無田入口 - 赤見入口 - 高 - 碇入口 - 城南（町）役場前 - 城南営業所
- 2010年4月1日から2010年9月30日までの試行運行便

（※交通センター -  西無田入口までは上記と同一区間） - 木部塘 - 榎津・サンサンうきっ子前 - 城南町役場前 - 城南営業所
南17 城南（城南バイパス）線
交通センター - 本荘町 - 南熊本 - 田迎 - 中の瀬車庫 - クレア - 杉上今 - 舞原入口（城南バイパス） - 御領 - 城南営業所
 2015年9月30日、廃止
川13 川尻城南線
交通センター - 日銀前 - 世安町 - 川尻市道 - 川尻町 - 緑川橋・東 - 南区役所 - 榎津 - 六田 - 城南団地 - 城南営業所
 2015年9月30日、廃止
川尻榎津線
城南営業所 - 城南団地 - 六田 - 榎津 - 廻江 - 緑川橋 - 加勢川橋 - 川尻駅前
 富合町役場経由便設定によるルート変更のため消滅
城南・国町駐車場線
国町駐車場（富合駅） - 南区役所（構内） - 榎津 - 六田 - 城南団地 - 城南営業所 - 城南総合出張所入口 - 城南総合出張所（構内）
 2015年9月30日、廃止
千町廻江線
城南営業所 - 城南町役場前 - 杉上今 - 永 - 高 - 赤見 - 大町 - 緑川橋 - 加勢川橋 - 川尻駅
 1980年代に廃止
城南・甲佐線（乙女経由）
城南営業所 - 城南町役場前 - 舞原 - 田原 - 乙女小学校 - 山口 - （甲佐）高校前 - 甲佐営業所
 1980年代に廃止

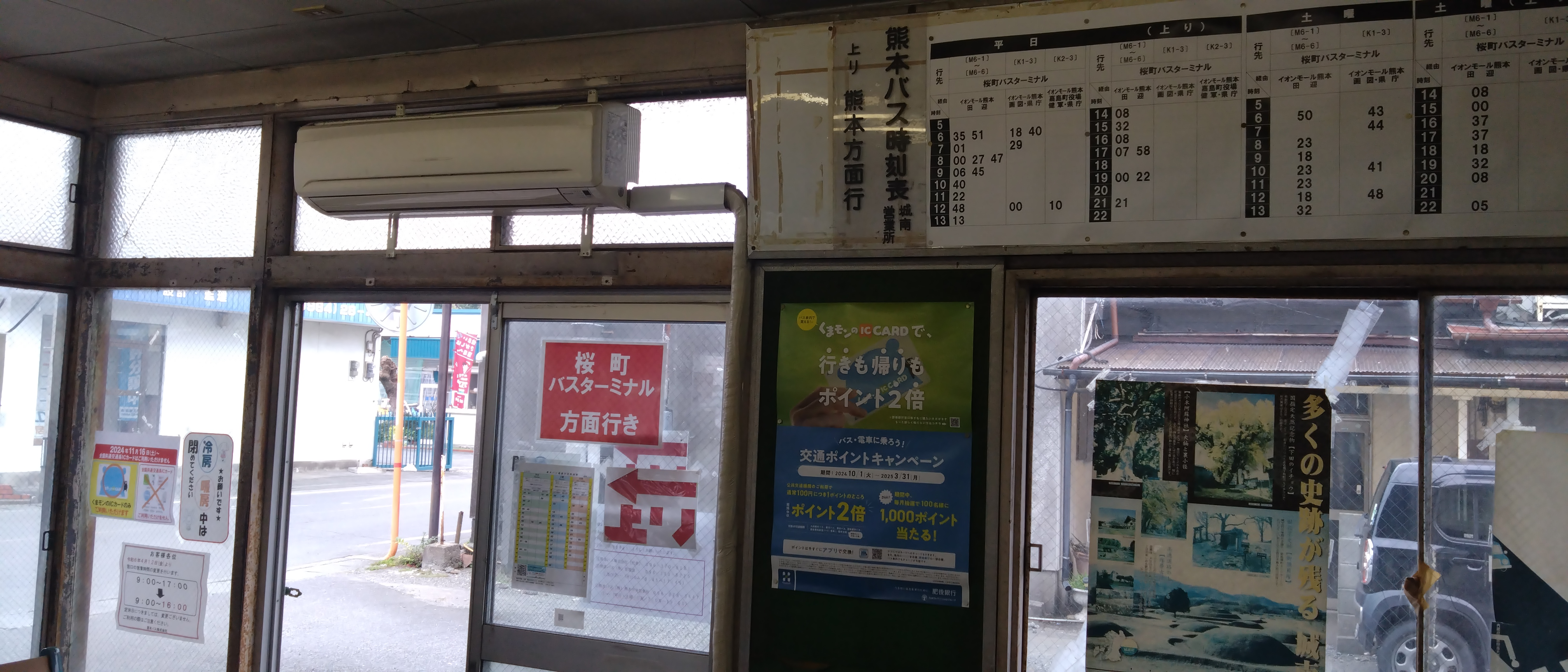
熊本バス城南出張所待合所内（上り・熊本市街地方面のりば）
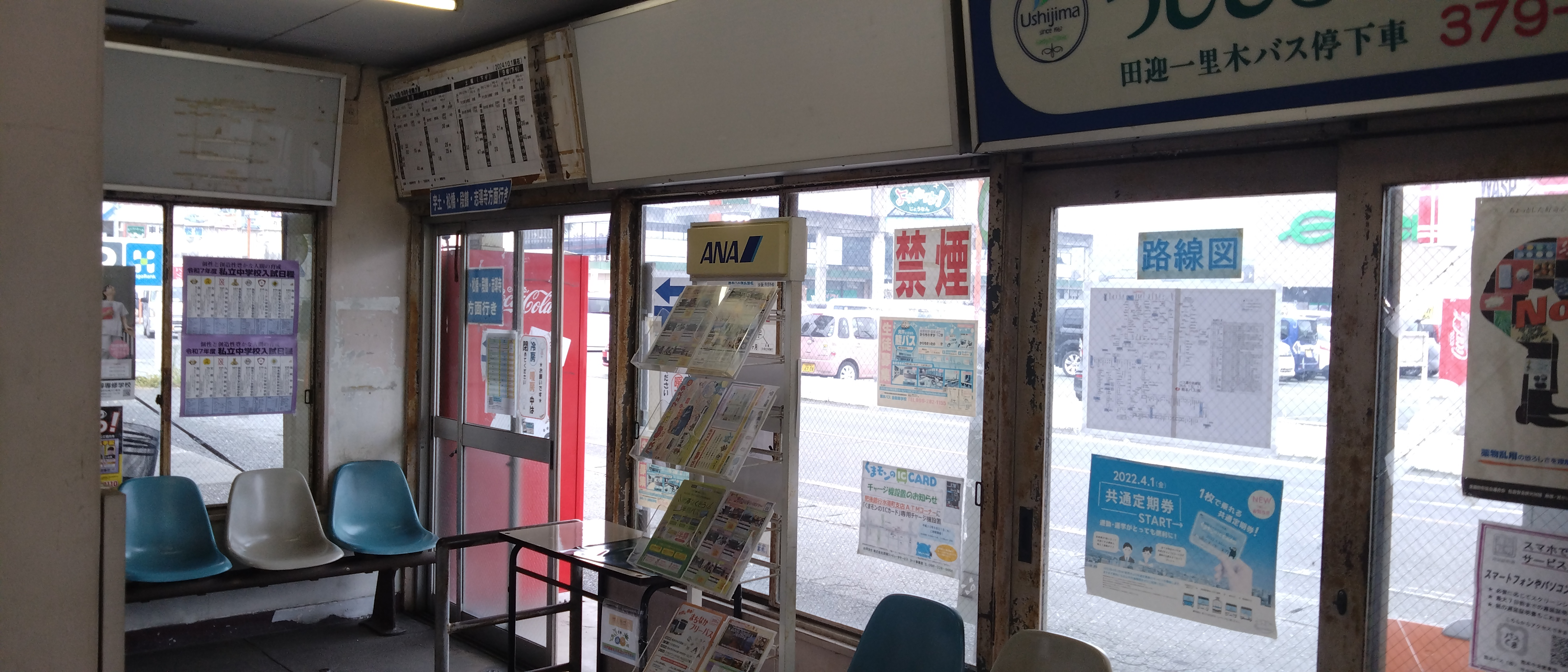
熊本バス城南出張所待合所内（下り線のりば）
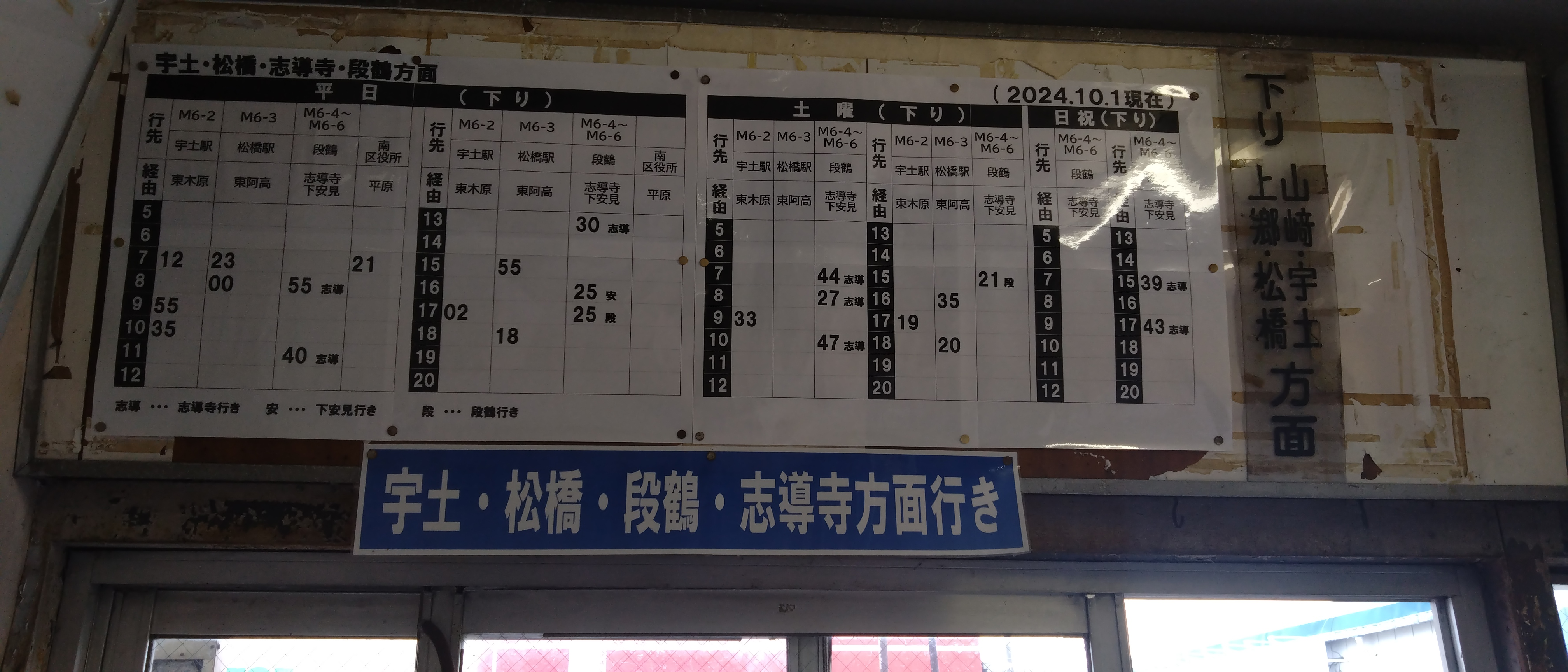
熊本バス城南出張所待合所内に掲示の下り線時刻表
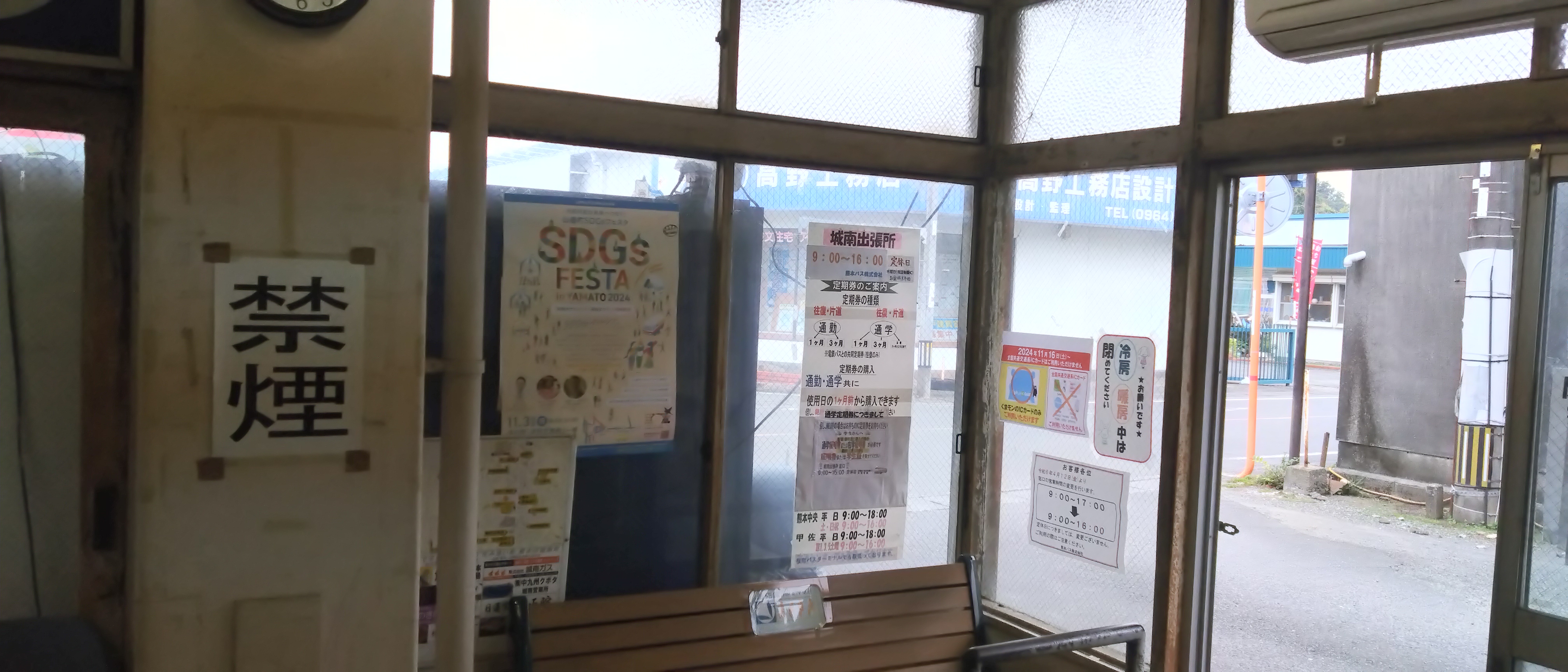
熊本バス城南出張所待合所内
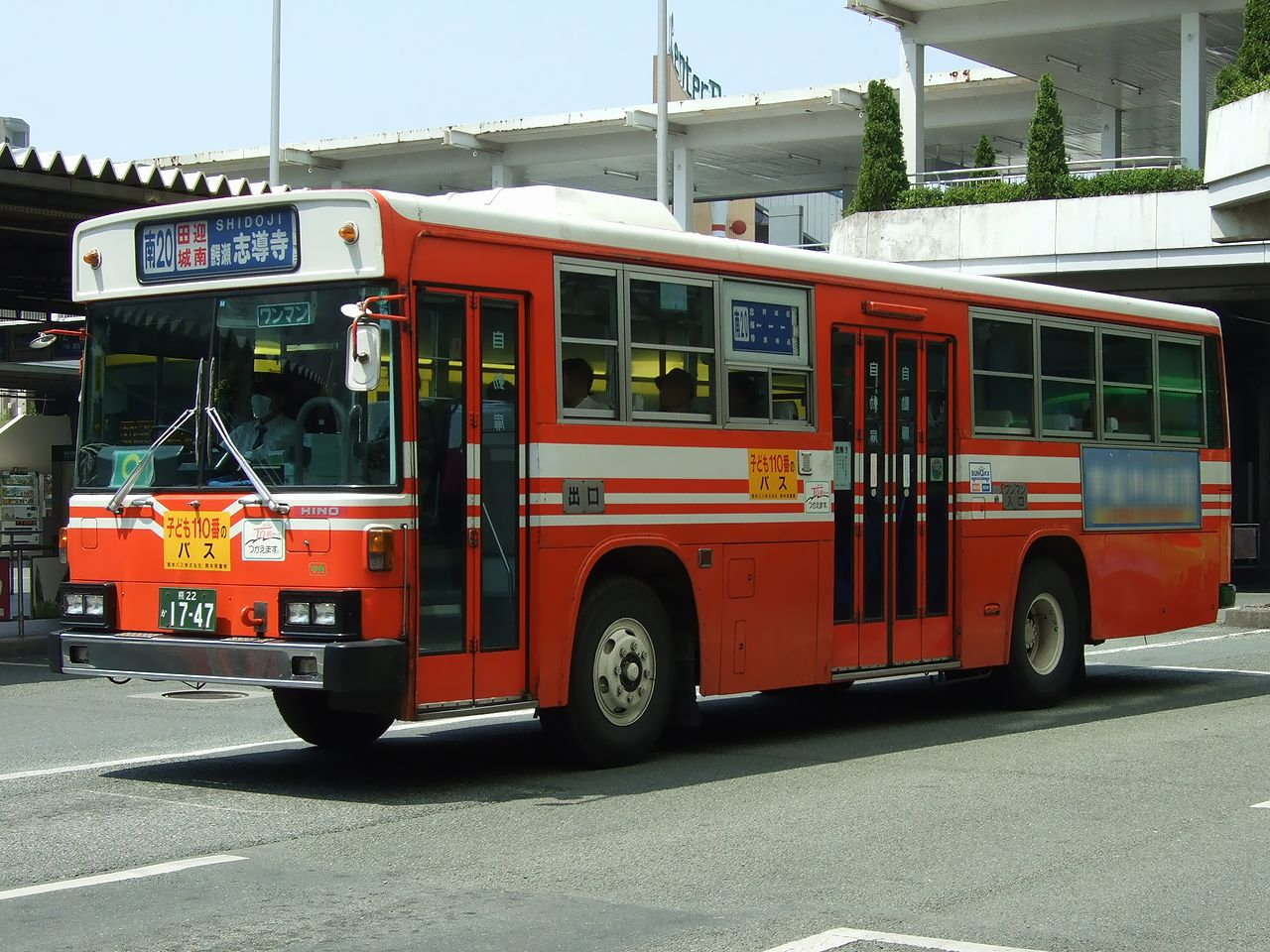
一般路線車（旧塗装） 交通センター（当時）発城南経由志導寺行き

## 城南停留所
この項目ではバスターミナルしての「城南」発着便を表記、なお一部を除き路線名を省略および熊本桜町バスターミナルは桜町BTに省略。
| 系統                                   | 行先                                                                 | 備考                                                         |
| （上り）イオンモール熊本・熊本市内方面 | （上り）イオンモール熊本・熊本市内方面                               | （上り）イオンモール熊本・熊本市内方面                       |
| -------------------------------------- | -------------------------------------------------------------------- | ------------------------------------------------------------ |
| K1-3                                   | 桜町BT（画図橋・県庁前・通町筋）                                     | 本数少。                                                     |
| K2-3                                   | 桜町BT（秋津団地・東区役所・健軍電停・県庁前・通町筋）               | 平日1便（12時10分出発便）のみ。                              |
| M6系統                                 | 桜町BT（田迎・南熊本）                                               |                                                              |
| （下り）宇土・松橋・段鶴・志導寺方面   |                                                                      |                                                              |
| M6-2                                   | 宇土駅（木原不動尊前）                                               | 本数少（日祝日運休）。                                       |
| -                                      | 南区役所（木原不動尊前）                                             | 平日1便（7時21分出発便）のみ。                               |
| M6-3                                   | 松橋駅（東阿高）                                                     | 本数少（日祝日運休）。                                       |
| M6-4                                   | 志導寺（塚原）                                                       | 本数少。                                                     |
| M6-5・M6-6                             | M6-5下安見（塚原・志導寺）M6-6段鶴（塚原・志導寺・下安見・豊野支所） | 本数少。M6-5下安見（土日祝日運休）、M6-6段鶴（日祝日運休）。 |
| 熊本市デマンド型乗合タクシー           |                                                                      |                                                              |
| みどり号                               | 高公民館（碇・赤見）                                                 | 要予約                                                       |